# フリービット
フリービット株式会社（英: FreeBit Co.,Ltd.）は、日本の電気通信事業者。主にインターネットサービスプロバイダを運営する企業にインフラ及び技術提供を手がける。
創業者は、ドリーム・トレイン・インターネットの事業立ち上げに関わった石田宏樹。

## 沿革
- 2000年
  - 5月 - 株式会社フリービット・ドットコムを設立。
  - 6月 - インターネットサービスプロバイダのインフラ及び技術提供を行うサービスであるYourNetを開始。
- 2002年12月 - フリービット株式会社に商号変更。
- 2007年
  - 3月 - 東京証券取引所マザーズ市場に上場。
  - 7月 - ドリーム・トレイン・インターネットを株式公開買付け(TOB)により子会社化すると発表。
  - 8月 - ライブドアよりISP事業の譲渡を受ける（旧ライブドアからオン・ザ・エッヂ（現 LDH）への事業譲渡時からフリービットが運営を代行していた）。
  - 9月 - 株式会社ドリーム・トレイン・インターネットをTOBにより子会社化
- 2008年7月 - 同社のインターネットサービスプロバイダ事業であるReSET.JP及びOpenBit.Netの一部を子会社のドリーム・トレイン・インターネットに譲渡、統合。
- 2009年
  - 3月 - メディアエクスチェンジ株式の83.25%をTOBにより取得し子会社化。同社の子会社であった株式会社ギガプライズも同時に子会社化。
  - 9月 - KFE JAPAN株式会社が保有するエグゼモード株式会社の全株式を取得し、同社を子会社化。
  - 12月 - 株式会社ビットエージェントを設立。
- 2010年
  - 8月 - 株式会社フルスピードをTOBにより子会社化。同社の子会社であった株式会社ベッコアメ・インターネットほか1社も同時に子会社化。
  - 9月 - 子会社のメディアエクスチェンジ株式会社がフリービットクラウド株式会社に社名変更。
- 2011年7月 - 子会社の株式会社ドリーム・トレイン・インターネットが株式会社ビットエージェントを吸収合併。
- 2012年
  - 4月 - 株式会社フルスピードの子会社であった株式会社ベッコアメ・インターネットを直接の子会社とする。
  - 8月 - 子会社の株式会社ドリーム・トレイン・インターネットがエグゼモード株式会社を吸収合併。
- 2013年11月 - freebit mobile事業として、5インチ液晶のAndroid端末PandAと基本料無料のインターネット電話、最大200kbpsのパケット定額のセットで月2000円（税別）のサービスを開始した。
- 2014年
  - 5月 - 子会社の株式会社ドリーム・トレイン・インターネットがフリービットクラウド株式会社を吸収合併。
  - 8月 - freebit mobile事業に関連して、エイブルと業務提携[4]。
  - 10月 - 株式会社ドリーム・トレイン・インターネットの子会社であった株式会社ギガプライズを直接の子会社とする。
- 2015年
  - 2月
    - 田中伸明が代表取締役社長に就任。石田宏樹は代表取締役会長へ[注釈 1][5]。
    - カルチュア・コンビニエンス・クラブと資本・業務提携。
- 2016年
  - 7月 - 東京証券取引所第一部に市場変更。
  - 9月 - 株式会社EPARKヘルスケアを子会社化[6]
- 2018年9月 - 株式会社アルクを完全子会社化[7][8]。
- 2019年
  - 6月 - カルチュア・コンビニエンス・クラブが所有する当社の全株式をアルプスアルパインに譲渡。
  - 7月 - アルプスアルパインと業務提携。
- 2020年
  - 5月 - 石田宏樹が代表取締役社長に復帰（最高経営責任者(CEO)および最高技術責任者(CTO)を兼任）[2]。
  - 11月 - 株式会社フリービットEPARKヘルスケア（旧：株式会社EPARKヘルスケア、現：株式会社くすりの窓口）および株式会社アルクの保有株式を譲渡[9][10]。
- 2022年
  - 4月 - 東京証券取引所の市場区分変更に伴い、東京証券取引所市場第一部から東京証券取引所プライム市場に変更
  - 9月 - 株式会社フルスピードを完全子会社化

## 主要関連会社
- 株式会社ドリーム・トレイン・インターネット
- 株式会社ギガプライズ
- 株式会社フルスピード
- 株式会社ベッコアメ・インターネット
- 株式会社フォーイット
- トーンライフスタイル株式会社